# Roses N' Guns
Roses N' Guns é um romance gráfico brasileiro de Gabriel Arrais e Thiago Ossostortos. A HQ foi publicado pela RQT Comics em 2022.
A trama do livro ocorre em 1999, quando o policial militar recém-formado Rodrigo é presenteado pelos antigos companheiros de batalhão de seu pai (que morrera dez anos antes) com a arma que pertencia a ele e que fora usado em diversos assassinatos pelo grupo de extermínio ao qual pertencia. Porém, no mesmo dia em que ganha a arma (apelidada de A Ramba), Rodrigo a perde após ser roubado pela travesti Rosa, a quem tentou enganar após não pagar por um programa. A partir daí, a história gira em torno da busca de Rodrigo para recuperar a arma e a tentativa de três amigos de assaltar uma videolocadora (situações inicialmente não relacionadas).
O romance gráfico foi viabilizado por financiamento coletivo através da plataforma Catarse.
Em 2023, a HQ ganhou o 35º Troféu HQ Mix na categoria de melhor publicação independente edição única.